# Ophiopsammus maculata
Ophiopsammus maculata is een slangster uit de familie Ophiodermatidae.
De wetenschappelijke naam van de soort werd in 1869 gepubliceerd door Addison Emery Verrill.